# Шаган (Кызылординская область)
Шаган (каз. Шаған) — село в Сырдарьинском районе Кызылординской области Казахстана. Административный центр и единственный населённый пункт Шаганского сельского округа. Находится примерно в 18 км к югу от районного центра, посёлка Теренозек. Код КАТО — 434853100.
В селе Шаган родился известный писатель Абильмажин Жумабаев (1929—2013).

## Население
В 1999 году население села составляло 3974 человека (1988 мужчин и 1986 женщин). По данным переписи 2009 года, в селе проживали 4343 человека (2226 мужчин и 2117 женщин).